# アドルフ・ド・メイヤー
アドルフ・ド・メイヤー（Baron Adolf de Meyer, Baron Adolphe Edward Sigismund de Meyer, 1868年9月1日 - 1946年1月6日）は、20世紀初頭のフランスの写真家。没年については、1949年とする文献も存在する（Wikipediaの外国語版の中にも1949年とするものが存在する）。
彼はパリで生まれ、ドイツのドレスデンで育った。父親の両親は、ドイツ系ユダヤ人と、スコットランド系だった。
エドワード・スタイケンと並んで、最初期のファッション写真家である。幻想的なファッション写真を多く残している。他にも、人物を多く撮影した。
いわゆる「写真師」とは異なった「プロの目」を持つ最も早い写真家の1人ともいえる。アドルフ・ド・メイヤーは、アメリカのロサンゼルスで死去している。

## 日本での展覧会・写真集
日本においては、アドルフ・ド・メイヤーを中心に取り上げた展覧会は開催されておらず、また、写真集も刊行されていない。
洋書では以下の文献が存在する。
- A Singular Elegance: The Photographs of Baron Adolph De Meyer, Adolf De Meyer, Anne Ehrenkranz, John Szarkowski, Willis Hartshorn, International Center of Photography, Chronicle Books, 1994, ISBN 0811808300, ISBN 978-0811808309